# لوسيانو فازكويز
لوسيانو فازكويز (بالإسبانية: Luciano Vázquez)‏ مواليد 6 مارس 1985 لاعب كرة قدم من الأرجنتين يجيد اللعب في خط الهجوم.

## مسيرة اللاعب
لعب لعدة أندية أرجنتينية واحترف في باراغواي وتشيلي و قطر والإمارات .

## روابط خارجية
- لوسيانو فازكويز على موقع قاعدة بيانات كرة القدم.إي يو (الإنجليزية)
- لوسيانو فازكويز على موقع Soccerway.com (الإنجليزية)
- لوسيانو فازكويز على موقع AS.com (الإسبانية)